# Aurelio Sepúlveda
Aurelio Sepúlveda fue un militar mexicano que participó en la Revolución mexicana. Nació en Jalisco. En 1913 se unió al movimiento constitucionalista. Obtuvo el grado de general. Fue diputado federal, y en 1924 fungió como gobernador provisional de Jalisco; no obstante, en 1923 secundó el movimiento delahuertista. Murió fuera del país en 1932. 